# Lordi
Lordi és un grup de hard rock/Heavy metal de Finlàndia, i són guanyadors del Festival d'Eurovisió de 2006. Aquest grup es va formar l'any 1992 per Tomi Putaansuu (conegut com a Mr. Lordi o bé en català 'Sr. Lordi'). El Sr. Lordi i la seva banda es coneix pels seu aspecte com a monstres i els seus temes lírics.
Lordi va guanyar el Festival d'Eurovisió el 2006 amb un rècord de 292 punts, representant Finlàndia, en el qual és la seva primera victòria.

## Indumentària

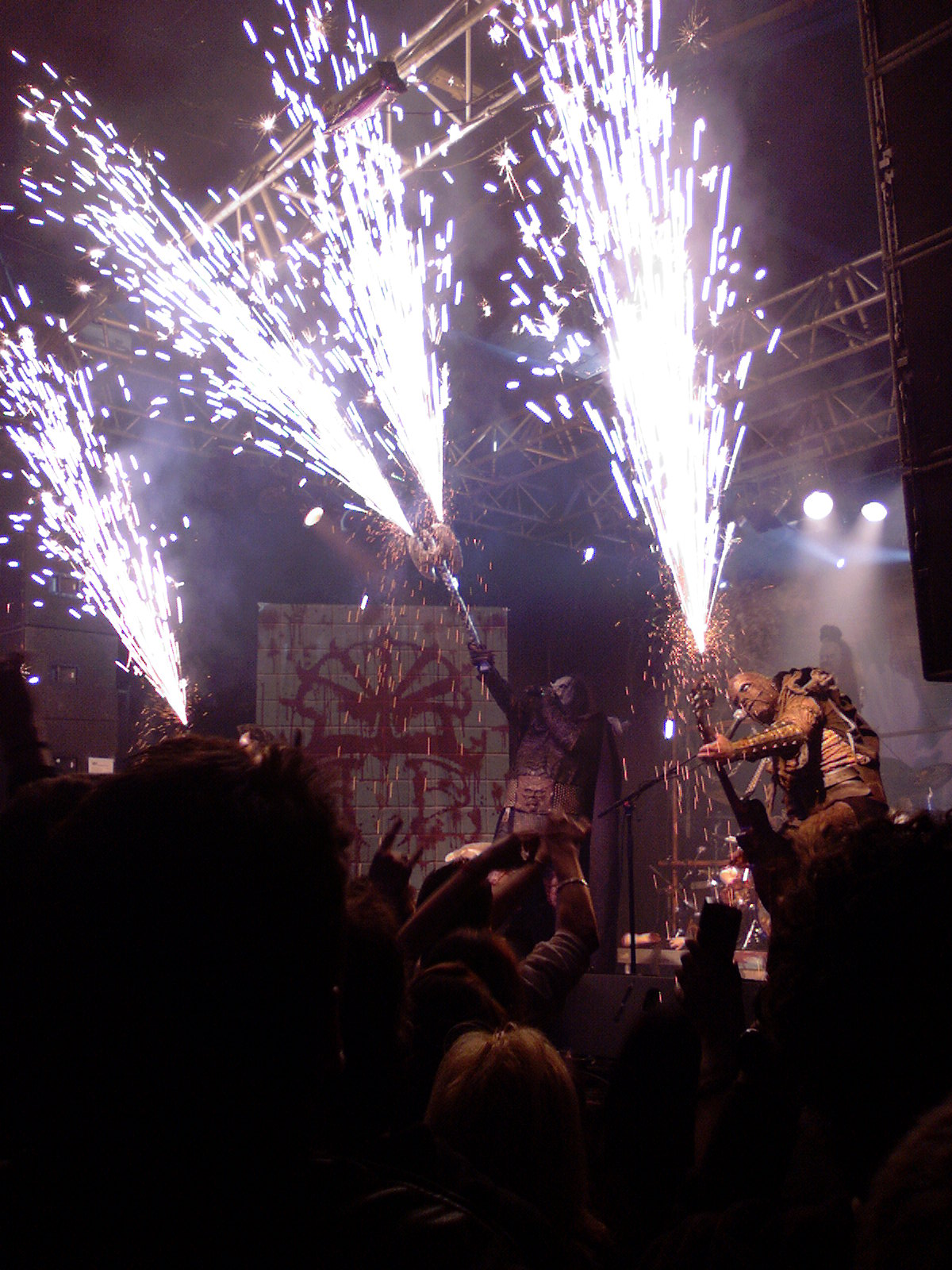
Pirotècnia en un concert de Lordi

Els seus vestits són inusuals, amb banyes, claus esmolats i urpes, i estan inspirats en les pel·lícules de terror de principis dels anys 90. La seva vestimenta és una part tan integral de la imatge de la publicitat de Lordi que rebutgen ser fotografiats sense ells, encara que el 15 de març de 2006 el periòdic finlandès Ilta-Sanomat va publicar una fotografia de Lordi en roba de carrer, amb la cara descoberta, cosa que va molestar al grup. El 24 de maig una revista finlandesa, 7päivää, va publicar la foto del cantant amb el rostre descobert que va provocar l'enuig dels seus fans. Després d'aquest boicot i el rebuig popular a la publicació, la mateixa revista 7päivää (7 dies en finès) va demanar disculpes per mitjà d'anuncis en televisió i premsa.
Són seguidors del grup KISS, fins al punt que el cantant és el president del club de fans de KISS a Finlàndia.

## Membres
- Tomi Putaansuu (Mr. Lordi) - cantant
- (Kone) - guitarra elèctrica
- (Hiisi) - baixista
- (Hella) - teclats
- (Mana) - bateria

### Antics membres
- Samer el Nahhal (Ox) - baixista

- Leena Peisa (Awa) - teclats (2005-2012)
- Tonmi Lillman (Otus) - bateria (2010-2012)
- Sampsa Astala (Kita) - bateria (2000-2010)
- Erna Siikavirta (Enary) - teclats, (1997–2005). Teclista de sessió a la gira Europea de Children of Bodom el 1998.[2]
- Niko Hurme (Kalma) - baixista (2002–2005)
- Sami Wolking (Magnum) - baixista (1999–2002)
- Sami Keinänen (G-stealer) - baixista (1996-1999)
- Jussi Sydänmaa (Amen) - guitarra elèctrica (1996-2022)

## Eurovisió

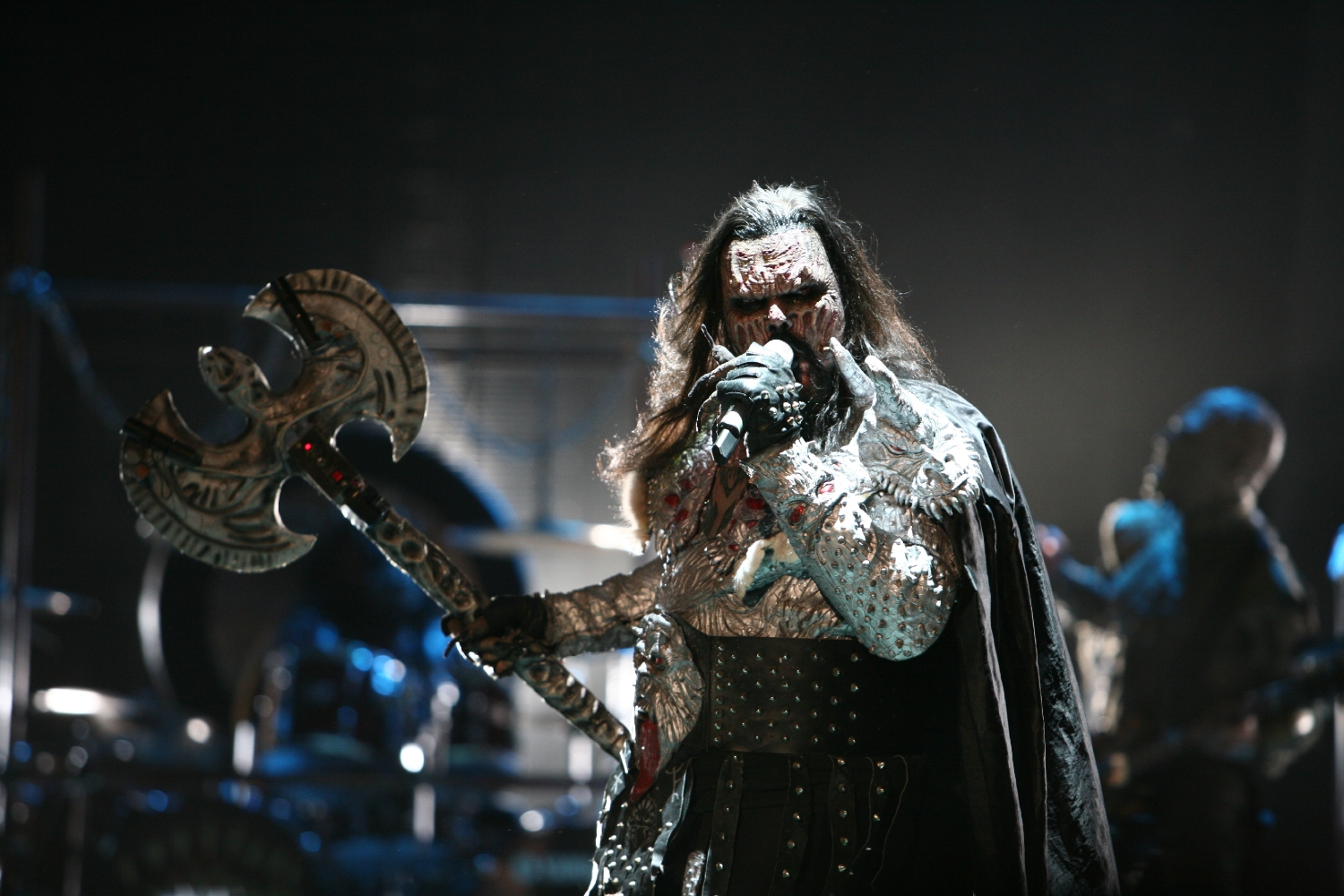
Imatge de Lordi interpretant Hard Rock Hallelujah al Festival d'Eurovisió.

Lordi, representant de Finlàndia, va guanyar el Festival de la Cançó d'Eurovisió de l'any 2006 amb la cançó Hard Rock Hallelujah, seguits per Dima Bilan de Rússia i Hari Varešanovic de Bòsnia-Hercegovina. No obstant això, Lordi va guanyar per una diferència de més de quaranta punts; en total van obtindre 292 punts, una xifra rècord en el certamen.
La presidenta de la unió grega de bars i restaurants, Niki Kostantinidou, va fer una petició pública a la gent de Finlàndia i Grècia per a no permetre que Lordi participés en el festival per considerar-ho un grup satànic. No obstant això, Lordi va respondre a aquestes acusacions indicant que les seves màscares i els seus vestits formen part de la seva identitat musical però no tenen res a veure amb el satanisme, i que un grup de satànics no escriuria cançons com ara Hard Rock Hallelujah o Devil is a Loser, encara que admeten que tampoc són una banda de religiosos. A més d'aquests problemes amb la seva indumentària i temes religiosos, al voltant de dues setmanes abans va estar també en l'aire la participació del grup en el concurs europeu; això va ser a causa de l'alt cost de l'espectacle, que incloïa focs artificials entre altres coses, que la cadena pública de radiotelevisió finlandesa, YLE, no podia assumir. Es va arribar a fer fins i tot una petició popular de diners per a sufragar aquesta suma de diners, que al final va ser assumit entre YLE i diversos grups privats.
La celebració de la victòria de Lordi a Eurovisió va tindre lloc el dia 26 de maig a la plaça del mercat, Kauppatori, de Hèlsinki davant de més de 100.000 persones. Va ser un gran concert i entre altres actes va tindre lloc un karaoke multitudinari amb la cançó guanyadora i la presidenta Tarja Halonen va entregar als components del grup la clau de la ciutat. També van participar altres grups de música finlandesos com PMMP o Kilpi.

## Discografia

### Àlbums
- Napalm Market (1993)
- Bend Over and Pray the Lord (1997[3])
- Get Heavy (2002)
- The Monsterican Dream (2004)
- The Monster Show (àlbum híbrid de Get Heavy i The Monsterican Dream per al Regne Unit) (2005)
- The Arockalypse (2006)
- Deadache (2008)
- Zombilation – The Greatest Cuts (2009)
- Babez For Breakfast (2010)
- Scarchives Vol. 1 (2012)
- To Beast or Not To Beast (2013)
- Scare Force One (2014)
- Monstereophonic – Theaterror vs. Demonarchy (2016)
- Sexorcism (2018)
- Killection (2020)
- Lordiversity (2021)
- Screem Writers Guild (2023)

### Singles i EPs
- Would You Love a Monsterman? (2002)
- Devil is a Loser (2003)
- My Heaven Is Your Hell (2004)
- Blood Red Sandman (2004)
- Hard Rock Hallelujah (2006)
- Who's Your Daddy? (2006)
- Would You Love a Monsterman? (versió del 2006) (2006)
- It Snows in Hell (2006)
- They Only Come Out At Night (2007)
- Beast Loose in Paradise (2008)
- Bite It Like a Bulldog (2008)
- Famous Five (EP) (2008)
- Deadache (2008)
- This Is Heavy Metal (2010)
- Rock Police (2010)
- The Riff (2013)
- Nailed by the hammer of Frankenstein (2014)
- Hug You Hardcore (2016)
- Your Tongue’s Got the Cat (2018)
- Naked in My Cellar (2018)
- Shake the Baby Silent (2019)
- I Dug a Hole in the Yard for You (2019)
- Like a Bee to the Honey (2020)
- Believe Me (2021)
- Abracadaver (2021)
- Borderline (2021)
- Merry Blah Blah Blah (2021)
- Demon Supreme (2021)
- Day Off Of The Devil (2022)
- Spear Of The Romans (2022)
- Reel Monsters (2022)
- Hard Rock Hallelujah (Feat. Bürger Lars Dietrich) (2022)
- Lucyfer Prime Evil (2023)

### Videoclips
- Devil is a Loser
- Would You Love a Monsterman?
- Blood Red Sandman
- Hard Rock Hallelujah
- Who's Your Daddy?
- Would You Love a Monsterman? (versió del 2006)
- It Snows in Hell
- Hard Rock Hallelujah (versió d'Eurovisió)
- Bite It Like a Bulldog
- This Is Heavy Metal
- The Riff
- Scare Force One
- Hug You Hardcore
- Naked In My Cellar
- I Dug a Hole in the Yard for You
- Believe Me
- Abracadaver
- Borderline
- Merry Blah Blah Blah
- Demon Supreme
- Reel Monsters
- Lucyfer Prime Evil

## Pel·lícules
- The Kin (2004)
- Dark Floors (2008)
- Monsterman (2014)

## Còmics
- Monster Magazine (2002)
- Alkuperä (2006)
- Verenjano (2007)
- Verensininen (2008)